# France (Schiff, 1914)
Die France war ein französisches Großlinienschiff der Courbet-Klasse. Sie wurde am 30. November 1911 auf Kiel gelegt und lief am 7. November 1912 vom Stapel. Am 15. Juli 1914 war sie vollständig fertiggestellt.

## Erster Weltkrieg

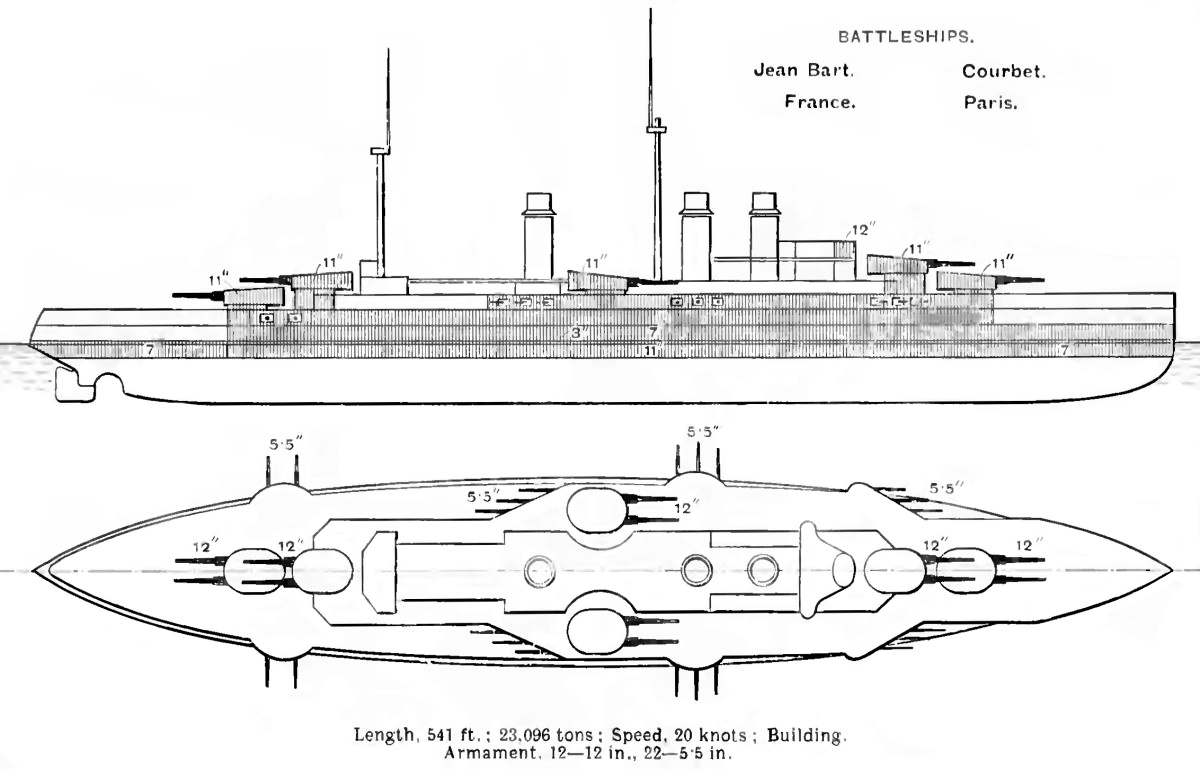
Diagramm der Schiffe der Courbet-Klasse

Nach ihrer Indienststellung wurde die France der 1. Division des II. Geschwaders unterstellt. Mit ihrem Schwesterschiff, der Jean Bart, brachte sie Ende Juli 1914 den französischen Präsidenten Raymond Poincaré und Premierminister Viviani zu ihrem Staatsbesuch bei Zar Nikolaus II. nach St. Petersburg.
Fast die gesamte Zeit des Ersten Weltkrieges verbrachte die France in der Adria. Nachdem das Schwesterschiff Jean Bart durch einen Torpedotreffer des österreich-ungarischen U-Boots U 12 im Dezember 1914 schwer beschädigt worden war, übernahm die France die Aufgabe, Munitionstransporte für die montenegrinische Armee durchzuführen. Bis zum Ende des Krieges blieb das Schiff im Mittelmeer und schützte Geleitzüge zu den griechischen Inseln und nach Malta.

## Verbleib
Im April 1919 beteiligte sich die Besatzung der France am Aufstand in der französischen Schwarzmeerflotte, woraufhin sie von Sewastopol nach Toulon zurückbeordert wurde.
In den frühen Morgenstunden des 26. August 1922 lief die France in der Bucht von Quiberon auf eine unterseeische Erhebung, die in den Seekarten nicht eingezeichnet war (Position 47° 27′ N, 3° 2′ W), und schlug leck. Obwohl alle Lenzpumpen zum Einsatz kamen, lag sie vier Stunden später auf Grund; drei Besatzungsmitglieder starben. Die France wurde aufgegeben und später vor Ort abgewrackt.